# Herencia (relato)
Herencia (Heredity) es un cuento de terror del autor estadounidense David H. Keller, publicado en 1947.
El relato conjuga el vampirismo con una extraña enfermedad hereditaria.

## Sinopsis
El doctor Theodore Overfield acude a la mansión de Philip Peterson, un próspero empresario de la industria del cuero de los Estados Unidos. El empresario ha requerido sus servicios pero no ha querido proporcionarle más detalles hasta que compruebe la situación personalmente.
Al llegar, el Dr. Overfield se encuentra con una mansión con una extensa finca, pero sólidamente cerrada por una verja de hierro y barrotes en las ventanas, y donde se le recomienda que cierre la puerta de su habitación mientras se encuentre dentro de su habitación.
Tras ser recibido por el Sr. Peterson, el Dr. Overfield conoce al resto de los habitantes de la casa, la agradable Sra. Peterson, los criados y el hijo del matrimonio, Alexander, quien parece sufrir una deficiencia mental y muestra un comportamiento extraño.
Tras la cena y en privado, el Sr. Peterson confía al doctor sus inquietudes: busca algún modo de curar a su hijo para que pueda llevar una vida normal o por lo menos mejorar su situación, y aunque el Dr. Overfield se muestra bastante reticente acepta examinar al chico y hallar algún tipo de solución.
Al día siguiente el Dr. Overfield habla con Yorri, uno de los criados y un antiguo boxeador, que parece ser el único capaz de controlar a Alexander. El muchacho muestra en ocasiones un comportamiento agresivo. Cuando era pequeño cazaba insectos, ratones y sapos y fue expulsado a los diez años de una escuela privada debido a su comportamiento. En la mansión Alexander se dedica a perseguir y a matar a los ciervos y conejos de la finca cuando tiene la ocasión y se sospecha, aunque nadie lo admite, que pudo haber sido responsable de la muerte de un niño adoptado por los Peterson para que tuviera un compañero de juegos.
Esa noche el Dr. Overfield le dice al Sr. Peterson que no hay esperanza de curar a Alexander, ya que cree que sufre una deficiencia hereditaria, aunque debería buscarse una forma de controlar su comportamiento salvaje y evitar que cace a los animales de la finca. El Sr. Peterson acepta el consejo del doctor, aunque ante sus preguntas afirma que ni en su familia ni en la de su esposa se ha aparecido una enfermedad semejante.
Más tarde, esa misma noche se desencadena la tragedia: Como el Dr. Overfield sospechaba, la enfermedad de Alexander era hereditaria. El Sr. Peterson estaba tan concentrado en su hijo que no sospechó que podía haberla heredado de su madre. La Sra. Peterson y su hijo atacan al padre, devorándolo y bebiendo su sangre.